# Municipio de Shipman
El municipio de Shipman (en inglés: Shipman Township) es un municipio ubicado en el condado de Macoupin en el estado estadounidense de Illinois. En el año 2010 tenía una población de 1433 habitantes y una densidad poblacional de 15,4 personas por km².

## Geografía
El municipio de Shipman se encuentra ubicado en las coordenadas 39°7′27″N 90°4′47″O / 39.12417, -90.07972. Según la Oficina del Censo de los Estados Unidos, el municipio tiene una superficie total de 93.05 km², de la cual 92,74 km² corresponden a tierra firme y (0,33 %) 0,31 km² es agua.

## Demografía
Según el censo de 2010, había 1433 personas residiendo en el municipio de Shipman. La densidad de población era de 15,4 hab./km². De los 1433 habitantes, el municipio de Shipman estaba compuesto por el 97,84 % blancos, el 0,14 % eran afroamericanos, el 0,07 % eran amerindios, el 0,28 % eran asiáticos, el 0,56 % eran de otras razas y el 1,12 % eran de una mezcla de razas. Del total de la población el 1,12 % eran hispanos o latinos de cualquier raza.